# GALLERY (이준영의 EP)
《GALLERY》(갤러리)는 2019년 12월 5일에 발매된 이준영의 1번째 미니 앨범.

## 개요
2019년 12월 5일 발매된 이준영의 첫 번째 싱글앨범. 타이틀 곡은 <궁금해>. ICONIC SOUNDS와 작곡가 주찬양, 두진수, Unkwn Code가 앨범을 프로듀싱했다. 타이틀 곡 '궁금해'부터 직접 작사, 작곡에 참여한 수록곡 'MIRROR', 선공개 곡 'TELL' 총 세 트랙으로 이루어져 있다.
몇 년간 주로 배우로 활동을 한 뒤 오랜만에 가수로서 발표하는 첫 솔로 앨범이다. 디지털 싱글 앨범을 제외한 정규 앨범 활동은 2016년 유키스 미니 11집 <STALKER> 이후 약 3년 반 만이며, 프로젝트 그룹 UNB까지 포함하면 BLACK HEART 이후 약 1년 반 만에 발매하는 앨범이다.
앨범 표지의 그림은 본인이 직접 그렸다.

## 수록곡
| 트랙 | 곡명         | 작사               | 작곡                        | 편곡        |
| 01   | 궁금해 TITLE | 주찬양, 두진수     | 주찬양, 김용신, BUM, 두진수 | BUM, 김용신 |
| 02   | MIRROR       | 이준영             | 이준영, Unkwn code          | Unkwn code  |
| 03   | TELL         | 이준영, Unkwn code | 이준영, Unkwn code          | Unkwn code  |

### 궁금해
이준영의 첫 싱글 앨범 'Gallery'의 타이틀 곡' 궁금해'는 드럼 사운드가 메인인 편안한 멜로디와 '네가 궁금해'라는 반복적인 가사가 인상적인 곡으로 사랑에 빠진 연인의 모든 것들이 궁금하고 알아가고 싶어 하는 남자의 모습을 가사로 표현해 듣는 이들을 설레게 하며 펑키하고 싱그러운 이준영만의 목소리로 풀어낸 곡이다.
또한, '궁금해'는 20대 초반 이준영의 나이와도 딱 맞게 듣기 편안하지만 섬세한 느낌의 멜로디 라인과 이준영의 청량한 보컬이 만나 그 안에 경쾌함을 잘 담아낸 곡이라 할 수 있다.

### MIRROR
이준영의 첫 싱글 앨범 수록곡' MIRROR'는 직접 작사, 작곡에 참여해 Unkwn code와 함께 작업한 곡이다. 타이틀 곡과는 상반된 분위기의 트렌디한 힙합곡으로 감각적이고 그루비한 트랙에 이준영의 독특한 래핑이 더해진 곡이라 할 수 있다.
또한, 'MIRROR'는 자존감이 떨어지고 한창 힘들었다고 느낀 자신의 슬럼프 시기를 떠올리며 과거의 자신을 거울로 바라보며 나약함을 버리고 한층 더 성숙해지겠다는 자신의 마음을 가사와 멜로디로 풀어 표현한 곡이다. 또한, 감각적인 비트와 반복적이고 중독성 있는 훅이 이준영의 트렌디한 래핑과 자연스런 어울림을 만들어내는 매력적인 힙합곡이다.

### TELL
3번째 트랙의 'TELL'또한 직접 작사, 작곡에 참여했으며 Unkwn code와 함께 작업한 곡이다. 'TELL'은 좋아하는 이성에게 확실하게 표현하지 못하고 혼자 짝사랑하는 남자의 마음을 가사에 감각적으로 표현한 곡으로 관심 있는 이성과 가까워지고 마음을 곡으로 풀어낸 미디엄 템포의 팝 곡이다.
'TELL'은 좋아하는 상대방도 자신과 같은 마음이길 바라는 솔직한 말투로 표현한 가사가 반복되며 서정적인 멜로디가 어우러져 이준영의 감성적이고 섬세한 보컬과 담백한 래핑이 돋보이며 이준영의 아티스트적인 면모를 엿볼 수 있는 곡이다.